# Yerba Buena (Tucumán)

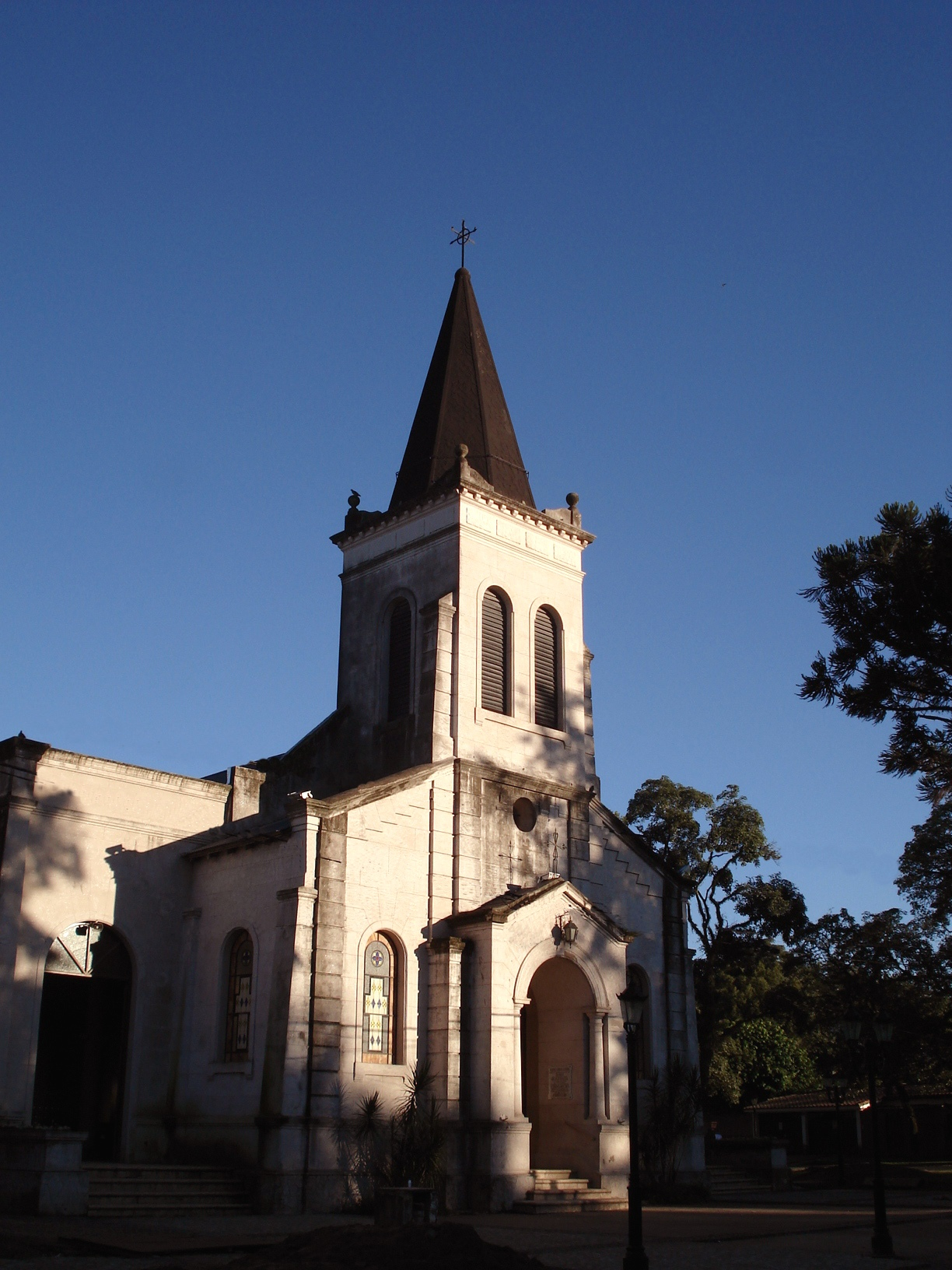
Yerba Buena

Yerba Buena is een plaats in het Argentijnse bestuurlijke gebied Yerba Buena in de provincie Tucumán. De plaats telt 50.783 inwoners.